# DvH Medien
Die DvH Medien GmbH ist eine von Dieter von Holtzbrinck gegründete und über seine Familiengesellschaft kontrollierte Holdinggesellschaft mit Sitz in Stuttgart. Die DvH Medien GmbH ist alleinige Anteilseignerin verschiedener deutscher Medienunternehmen, darunter die Düsseldorfer Handelsblatt Media Group – mit Handelsblatt und WirtschaftsWoche als ihren bedeutendsten Medienmarken – und die Berliner Tagesspiegel-Gruppe. Darüber hinaus hält die DvH Medien GmbH 50 % der Anteile an der Hamburger ZEIT-Verlagsgruppe.
Trotz der grundsätzlich dezentralen Gruppenstruktur sind sich die einzelnen Mediengruppen untereinander verbunden und kooperieren eng miteinander.

## Geschichte
Dieter von Holtzbrinck gründete die DvH Medien GmbH 2009, um die wichtigsten Zeitungsmedienmarken im Familienbesitz zu halten. Diese sollten zum damaligen Zeitpunkt von der heutigen Holtzbrinck Publishing Group veräußert werden, um sich auf andere, internationale Geschäfte zu konzentrieren, wie etwa auf Buch-, Wissenschafts- und Bildungsverlage.
Zum 1. Juni 2009 vereinbarte Dieter von Holtzbrinck in diesem Zusammenhang mit seinen Geschwistern den Erwerb folgender wesentlicher Mediengruppen:
- die Tagesspiegel-Gruppe (Der Tagesspiegel, Potsdamer Neueste Nachrichten);
- die Verlagsgruppe Handelsblatt (heute: Handelsblatt Media Group mit u. a. Handelsblatt, Wirtschaftswoche, Werbevermarktung IQ Media Marketing GmbH und IQ Digital GmbH);
- 50 Prozent des Zeitverlags (Wochenzeitung Die Zeit). Die andere Hälfte der Besitzanteile verblieb bei der Holtzbrinck Publishing Group[4].

Am 1. April 2021 veräußerte Dieter von Holtzbrinck jeweils 5 % der Anteile an der DvH Medien GmbH an den Aufsichtsratsvorsitzenden Michael Grabner und an Geschäftsführer Oliver Finsterwalder.

## Finanzielle Situation
Gemäß der im Bundesanzeiger hinterlegten Konzernabschlüsse weist die DvH Medien ein Wachstum ihrer Umsätze und ihres EBITDAs aus. Die Ausnahme bildet das Jahr 2020, welches zwar ergebnisseitig eine Steigerung zeigt, jedoch gleichzeitig einen Umsatzrückgang.
Mit Stand vom 9. August 2022 ergibt sich folgende Entwicklung des Umsatzes, des EBITDA und der Mitarbeiteranzahl:
| Per 31.12. in Mio. € | 2009  | 2010  | 2011  | 2012  | 2013  | 2014  | 2015  | 2016  | 2017  | 2018  | 2019  | 2020  |
| -------------------- | ----- | ----- | ----- | ----- | ----- | ----- | ----- | ----- | ----- | ----- | ----- | ----- |
| Umsatz               | 154   | 385   | 414   | 404   | 409   | 413   | 425   | 444   | 484   | 503   | 511   | 488   |
| EBITDA               | n/a   | n/a   | n/a   | n/a   | n/a   | 14    | 16    | 22    | 29    | 35    | 40    | 50    |
| Mitarbeiterzahl      | 1.468 | 1.728 | 1.747 | 1.797 | 1.854 | 1.813 | 2.007 | 2.150 | 2.420 | 2.688 | 2.725 | 2.686 |